# Поєнь (Бландіана, Алба)
Поєнь, Поєні (рум. Poieni) — село у повіті Алба в Румунії. Входить до складу комуни Бландіана.
Село розташоване на відстані 279 км на північний захід від Бухареста, 18 км на захід від Алба-Юлії, 84 км на південь від Клуж-Напоки.

## Населення
За даними перепису населення 2002 року у селі проживали 9 осіб, усі — румуни. Усі жителі села рідною мовою назвали румунську.